# The Perfect Name
A The Perfect Name egy magyar, alternatív rockot játszó zenekar, mely 1989-ben alakult Budapesten. Alapító tagok: Losonczy Pál, Baradlay Richárd (ének), Sándor Zsolt, Szászy Zoltán, Belányi István. Utóbbi két tag helyére Varga Zsolt (dob) és Molnár László (gitár) léptek, majd Molnár 2008-as távozása után visszatért Belányi István a gitáros posztra.
Indie, britpop alapokon nyugvó, friss gitárzenéjük évről évre egyre kifinomultabb. Eddigi hét albumukon a borongós gothic rocktól a nyugati alternatív rockig húzódó tág téren belül sokféle zenét játszottak, de mindig egyedi és felismerhető stílusban, köszönhetően – többek közt – a míves, filozófikus mondanivalójú szövegeknek.

## Történet
A zenekar már az első években országos ismertséget szerzett, rendszeresen lépett fel ma már kultikusnak számító helyeken (például Fekete Lyuk), és 1990-ben a The Mission előzenekaraként a Budapest Sportcsarnokban. 1993-ban léptek fel először a Sziget Fesztiválon. Negyedik lemezüket követő rövid szünet után, 2005-ben megjelent legutóbbi lemezük anyagával azóta is rendszeresen koncerteznek Budapesten és a nagyobb fesztiválokon (például VOLT Fesztivál, Sziget Fesztivál).

## Tagok
- Losonczy Pál – billentyűsök
- Baradlay Richárd – ének
- Sándor Zsolt – basszusgitár
- Belányi István – gitár (2000-ig, 2008-tól)
- Varga Zsolt – dobok (2000-től)
- Szászy Zoltán – dobok (2000-ig)
- Molnár László – gitár (2000-2008-ig)
- Debreceni Dániel - ének (2019-)
- Erdős László - gitár (2019-)
- Székeli Dalma - billentyűsök, vokál (2019-)
- Héri Attila - dobok (2019-)

## Diszkográfia

### Nagylemezek
- 1991 Könnyek és Virágok – kazetta (Nagyferó Produkció, Fekete Lyuk)
- 1992 Isis – kazetta (Human Telex)
- 1994 Ragyogás – kazetta (Human Telex)
- 1999 Száz év magány – CD (PolyGram/Universal)
- 2005 A belső oldalakon – CD (Private Moon/EMI)

### Maxik
- 1997 Z magazin melléklete
- 1999 Hello
- 1999 Hideg, mint a jég
- 2005 A belső oldalakon (promo)

### Válogatások
- 1995 Collection (válogatás az első 3 albumról) – CD (Razzia Records)

### Koncertlemezek
- 2006 Zöld Pardon Live – CD (magánkiadás)

## Videóklipek
- Édes élet
- Mi ez a csend?
- Hello
- Város